# Grezsa Ferenc (irodalomtörténész)
Grezsa Ferenc (Kiskunmajsa, 1932. július 16. – Hódmezővásárhely, 1991. június 12.) magyar irodalomtörténész, műkritikus, szerkesztő, egyetemi tanár.

## Életpályája
1942-1948 között a kecskeméti Piarista Iskola diákja volt. 1948-1950 között a Katona József Gimnáziumban tanult. 1952-től Kisteleken oktatott. 1956-ban magyar szakon végzett a Szegedi Tudományegyetemen. 1957-től Hódmezővásárhelyen a Bethlen Gábor Gimnázium tanára, 1962-től igazgatója volt. 1975-1984 között tanszékvezető főiskolai tanár volt Szegeden a Juhász Gyula Tanárképző Főiskolán. 1976-tól a Szegedi Akadémiai Bizottság és a Magyar Írók Szövetségének tagja volt. 1978-tól a Nemzetközi Magyar Filológiai Társaság tagja volt. 1981-től a Kincskereső főszerkesztője volt. 1984-től a József Attila Tudományegyetem docense, 1990-től egyetemi tanár.

## Munkássága
Közreműködött Juhász Gyula műveinek kritikai kiadásában és a Németh László-életműsorozat egyes köteteinek megjelenésében.

## Művei
- Vonzások és vallomások. Tanulmányok, kritikák; szerk. Olasz Sándor; Tiszatáj Alapítvány, Szeged, 1999 (Tiszatáj könyvek)
- "A mintaélet forradalma". Írások Németh Lászlóról; szerk. Olasz Sándor; Tiszatáj Alapítvány, Szeged, 1998 (Tiszatáj könyvek)
- Irodalom Vásárhelyen, Vásárhely az irodalomban (1993)
- Németh László Tanú-korszaka (monográfia, 1990)
- Életmű szilánkokban I.-II. (1989)
- Németh László: Sorskérdések (1989)
- Németh László háborús korszaka (monográfia, 1985)
- Németh László vásárhelyi korszaka (monográfia, 1979)
- Juhász Gyula egyetemi évei (tanulmány, 1964)